# Falanx

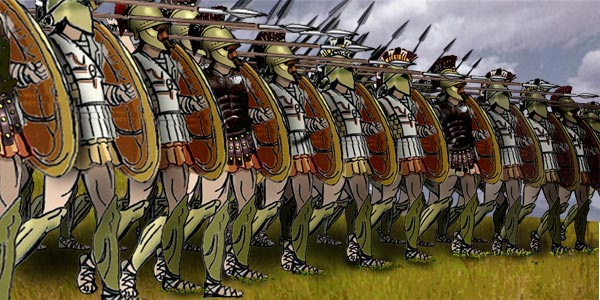
Griekse falanx

De falanx (Grieks: φάλαγξ) is een gesloten infanterieformatie, bestaande uit hoplieten of hypaspisten, die bewapend waren met lange lansen en beschermd door metalen helmen en grote schilden en vaak ook door andere pantsering. Zij werden opgesteld in een diepte van 8 tot 20 rijen. Het was de traditionele slagorde van de Grieken in de klassieke oudheid.

## Tactiek
Formaties van lichter bewapende infanterie waren niet in staat lang stand te houden tegen een dergelijke muur van lansen en schilden, en ook ruiters konden maar beter afstand houden. De falanx was echter aan de flanken kwetsbaar door haar geringe manoeuvreerbaarheid. In de nauwe bergpassen waaraan het Griekse landschap zo rijk is, was dit echter geen ernstig bezwaar. De Griekse falanx bleek in de Perzische Oorlogen legendarische successen mogelijk te maken (Plataeae, Marathon) of anders wel heroïsche nederlagen (Thermopylae) tegen vele malen grotere vijandelijke legers.
De voorste vier rijen vormden met hun gevelde lansen van vier meter lang of meer een schier ondoordringbare haag. De linies daar achter hadden twee functies:
- de plaats innemen van gevallenen in de voorste linies
- het uitoefenen van druk.

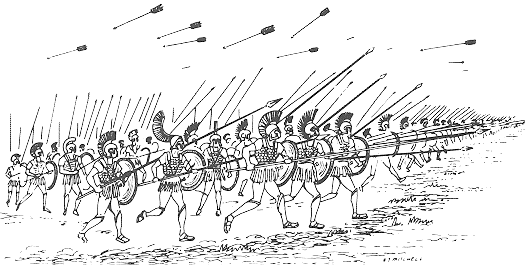
Falanx in manoeuvre of formatie.

Als twee gelijkwaardige falanxen tegenover elkaar stonden, werden de lanspunten van de ene partij opgevangen door de schilden van de andere. Dan begon het serieuze duwwerk. De falanx met de grootste diepte slaagde er meestal in de andere falanx voor zich uit te duwen, totdat er een breuk in de linie kwam, waarna de verbroken falanx nagenoeg verloren was.
Een veldslag in deze opstelling was vooral een kwestie van fysieke kracht en uithoudingsvermogen. Meestal won de partij wiens falanx het langst de slagorde bewaarde. Het was niet ongebruikelijk dat de verliezende partij 10 tot 20 keer meer manschappen verloor dan de winnende.
De Thebaanse legeraanvoerder Epaminondas bedacht de "schuine falanx", ook wel de Thebaanse falanx genoemd. Deze werd bij de Slag bij Leuctra (371 v.Chr.) met verrassend succes toegepast. Deze tactiek brak de hegemonie van Sparta en verzekerde Thebe gedurende een korte periode de militaire suprematie in Griekenland.

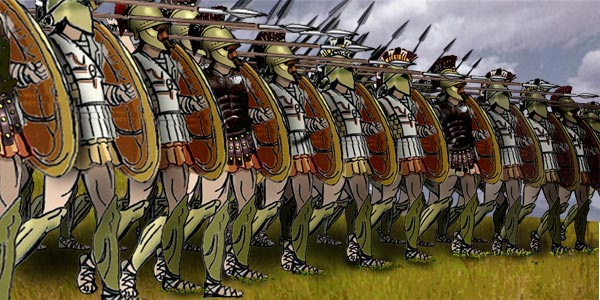
De Macedonische falanx.

Philippus II van Macedonië nam de Thebaanse tactiek over en hij liet de lansen verlengen tot wel 6 meter, de zogenaamde sarissa's. De falanx werd daardoor nog geduchter, maar het ging nog meer ten koste van de wendbaarheid. Hij compenseerde dat door de cavalerie een grotere rol toe te bedelen.
Tussen 200 en 168 v.Chr. voerden de Macedoniërs diverse oorlogen met de Romeinse Republiek. Het Romeinse leger had aanvankelijk ook in een falanx gevochten, maar de oorlogen met het bergvolk der Samnieten hadden de Romeinen overtuigd van het nut van een wat lossere formatie, het legioen. In de Slag bij Pydna in 168 v.Chr. moest de Macedonische falanx het afleggen tegen de Romeinse legioenen. De falanx heeft sindsdien zijn overheersende rol verloren.

## Evolutie

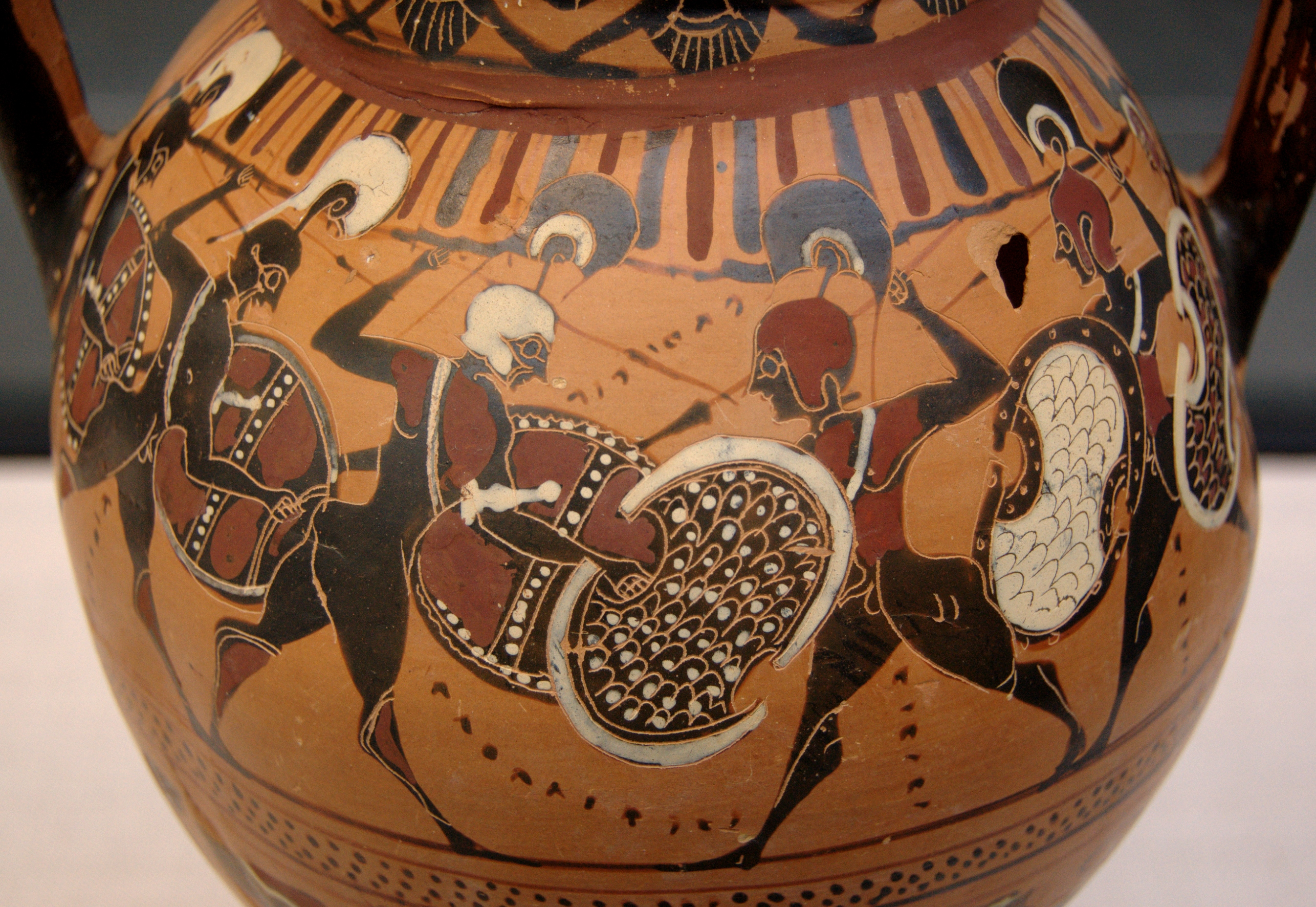
Twee falanxen op een zwartfigurige Griekse vaas uit 560 v. Chr.

De eerste falanx werd in de 8e eeuw v.Chr. ingevoerd in Griekenland. Op de Vaas van Chigi (7de eeuw voor Christus) ziet men nog de werpsperen uit het Homerische Tijdperk, maar de hoplieten zijn hier al afgebeeld met de typische helm, borstplaten en scheenplaten van de latere hoplieten. De eerste schriftelijke bronnen zijn die van de Spartaanse dichter Tytraeus. Hij beschrijft Spartaanse soldaten die schouder aan schouder vechten, om ongewenste individualistische acties tegen te gaan. Zo bekritiseerden de Spartanen Aristodemus na de Slag bij Plataeae, omdat hij door zijn individuele acties het leven van zijn kameraden in gevaar bracht.
De eerste details krijgen we pas via Xenophon, met zijn boek Structuur en opbouw van de Lakedaimoniërs. Daarin beschrijft hij het Spartaanse leger in het begin van de 4e eeuw v.Chr..

### Spartaanse falanx

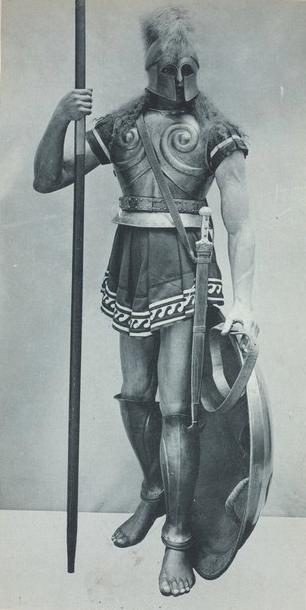
Een Spartaanse hopliet

De Spartaanse falanx is de meest bekende. De hopliet, de infanterist waaruit de formatie bestond, was aanvankelijk gepantserd met een bronzen borstkuras, later in een ‘linthorax’ (een licht pantser van lagen linnen en natuurlijke lijm, ook al bestaat er discussie over hoe dit pantser nu echt gemaakt was), een bronzen helm en bronzen scheenplaten.
Hij droeg het typerende hoplon-schild, dat ongeveer 90 cm in diameter was en hij was bewapend met een lans van ongeveer 2 meter en een slagzwaard.
Een Falanx bestond meestal uit rond de 100 hoplieten.

Er bestaat enige verwarring over de oorsprong van de naam Hopliet. De oorsprong ligt in het woord Hoplon, wat 'zwaar bewapend' betekent. 
Een andere (onjuiste) uitleg is dat het komt van de naam Hoplon-schilden.
Alle hoplieten werden normaal opgesteld in een diepte die varieerde van 4 tot 8 rijen. Achter het grote schild kon de rechterflank van je buurman gedekt worden, wat die buur de natuurlijke reflex gaf om erachter weg te duiken, waardoor de hele formatie de neiging had naar rechts op te schuiven, waarmee de linkerflank werd vrijgegeven. De Eerste slag bij Mantinea in 418 v.Chr. is daar een goed voorbeeld van; de Spartanen en Atheners overrompelden elk de linkerflank van hun vijand. Om die reden werden de beste hoplieten op de rechterflank gezet om het wegschuiven van de linie tegen te gaan.

Als de falanx een leger van lichter bewapende infanteristen bevocht (Perzen vooral), hoefde er geen duwwedstrijd van gemaakt te worden maar kon met een stormloop de vijand meestal onder de voet gelopen worden. De manschappen werden gerekruteerd uit milities, boeren en handelaren, met uitzondering van Sparta, dat een groot staand leger had. Vanaf de Peloponnesische Oorlog waren er steeds meer die er hun beroep van maakten en als huurlingen vochten.

### Iphicratische falanx
In de Peloponnesische Oorlog kwamen lichtbewapenden psiloi ofwel slingeraars, boogschutters en vooral de peltasten met hun werpspiesen in zwang. De zwaarbewapende hoplieten konden deze niet inhalen, zeker niet zonder hun slagorde te verbreken, en dus konden deze lichtbewapende troepen hen betrekkelijk ongestraft bestoken met hun projectielen.

Als antwoord op dit probleem ontwierp de Atheense generaal Iphicrates een lichter bewapende hopliet. Hij handhaafde de helm, maar verving het kuras door een leren tuniek. Het schild verving hij door een lichtere versie (60 cm in diameter), waardoor de infanterist de lichtbewapenden wel kon bijhouden. Ter compensatie van de lichte bepantsering werd de speer verlengd tot 2,5 m. De tendens was dus naar offensiviteit en mobiliteit.
De hoplieten werden opgesteld in dezelfde orde als in de Spartaanse falanx, maar hun tactiek was anders; ze moesten samen met hun eigen lichter bewapende peltasten en psiloi, die op de flanken vochten, de vijandelijke slagorde verbreken.

### Thebaanse falanx

Een Thebaanse falanx in actie

De Thebaanse falanx combineerde het beste van de beide eerder ontwikkelde typen. De bewapening van de hoplieten verschilde echter op één punt: de speer met een standaardlengte van 4m in plaats van 2m. Deze werd met twee handen gehanteerd. Om dit mogelijk te maken waren hun schilden 8-vormig.
De opstelling van de Thebanen was altijd al dieper geweest (10 of meer rijen in de slagorde ofwel echelons) over de gehele lengte, maar verder niet anders dan de Spartaanse falanx. Omdat de meeste soldaten rechtshandig waren, kon de rechtervleugel altijd meer druk uitoefenen dan de linkervleugel. De Thebaanse legerleider Pagondas was in de slag bij Delium in 424 v.Chr. zo creatief dat hij het voordeel inzag van dit rechtsdraaiende effect en dus niet probeerde te compenseren, maar het bewust versterkte door het toepassen van een asymmetrische slagorde, waarbij hij zijn beste soldaten op de linkerflank plaatste in wel 50 echelons diep. De minder goede hoplieten plaatste hij in de achterste echelons; dezen leverden doorgaans slechts duwkracht aan de voorste echelon. Het basisidee was om zo snel mogelijk de rechterflank en dus de elite van het vijandelijk leger te overrompelen en zo de ruggengraat van de vijand te breken. Om te voorkomen dat hij in de flanken aangevallen werd (iets wat bij de Spartaanse falanx niet zo’n probleem was, maar bij de Thebaanse falanx levensbedreigend, omdat het draaien van de slagorde met 4 m lange speren niet zo evident is), liet hij ruiterij de flank dekken. Epaminondas werkte dit idee verder uit en won er de slag bij Leuctra en de slag bij Mantinea mee, ook al sneuvelde hij zelf tijdens deze laatste slag.

### Macedonische falanx

De macedonische falanx werd op de flanken gedekt door ruiterij

De Macedonische falanx is de meest complexe van alle falanxen. De bepantsering van de infanterist, die nu een falangist genoemd werd, bleef grotendeels hetzelfde, alleen werd het harnas wat verlicht, zoals ook al begonnen was door Iphicrates. Zo droegen ze bijvoorbeeld een linothorax in plaats van een bronzen borstharnas, ook al kwam dat nog voor. Ook de helmtypes waren nu anders geworden, de meest gebruikte helm was nu die van het Thracische of Phrygische type, en niet meer die van het Korinthische type, dat het meest gebruikt was geweest tijdens de Perzische Oorlogen. De belangrijkste veranderingen in de bewapening lagen echter in het gebruik van kleinere, ronde schilden met een diameter van ongeveer 40 cm die rond de nek werden gedragen en met de onderarm konden worden gericht. Dit had dan weer als voordeel dat de linkerhand nu vrij werd gelaten om de tot 6 m lange sarissa te hanteren, aangezien deze met twee handen moest vastgehouden worden.
De falanx werd opgesteld in 16 of 32 rijen diep, de eerste drie rijen konden hun speerpunten presenteren aan de vijand, al de anderen hielden ze in een hoek van 45° om projectielen af te weren. De standaardopstelling was vrij open waardoor de mobiliteit niet minder was dan die van de Spartaanse falanx. In gesloten formatie konden de eerste 5 rijen hun speren uitsteken naar de vijand maar de bewegingsvrijheid was miniem, zodat achter een speerstoot niet veel kracht zat, deze formatie was bedoeld een scherm van speerpunten voor zich uit te duwen en zo de vijand weg te houden. Deze tactiek kon alleen succesvol zijn in combinatie met mobielere elementen (zoals cavalerie, de hetairoi bij de Macedoniërs) die tot doel hadden de vijand, die door de falanx werd tegenhouden in de flank of in de rug aan te vallen om hen zo onder de voet te lopen.

### Diadochoi
De Diadochische falanx was de zwaardere versie van de Macedonische falanx. De hoplieten werden hierbij uitgerust met maliënkolders of bronzen kurassen en scheenplaten. Dit deed men omdat de Macedonische falanx vrij kwetsbaar was voor projectielen. Dat kwam de mobiliteit niet ten goede, maar het leverde wel een bijna onkwetsbare muur van brons op. Toen ze in 190 v.Chr. in de Slag bij Magnesia te Magnesia ad Sipylum tegenover de Romeinen kwamen te staan werd de falanx echter volledig overrompeld door de veel mobielere legionairs. De legionairs gooiden hun werpsperen (pila) in de massa en sloegen toe op de flanken. Dit dwong de falangisten om hun lansen (die al verlengd waren tot 6 m) neer te leggen en hun zwaarden te trekken, waardoor ze de Romeinen als hun meerderen moesten herkennen, want hun kleine schild en korte zwaard waren niet opgewassen tegen de grote Romeinse scuta.

## Opbouw
De kleinste eenheid van een Oud-Grieks leger was een enomotia, bestaande uit drie rijen van acht hoplieten en aangevoerd door twee mannen: de enomotarch en de ouragos. De enomotarch was de leider van een enomotia en vocht altijd rechts vooraan. De ouragos was een ervaren strijder die achteraan meeliep en ervoor moest zorgen dat de hoplieten in de laatste rijen op hun plaats bleven. Zo'n twee enomotiai vormden een pentekostys (letterlijk: vijftig).
De pentekonter vocht eveneens aan de uiterst rechtse kant van zijn enomotia. Twee pentekostys samen vormden een lochos, aangevoerd door een lochagos. Een Oud-Grieks leger bestond in het begin uit ruim 10.000 hoplieten, zijnde 100 lochoi. De legeraanvoerder (in Sparta was dat de koning, in Athene een strateeg) vocht zodoende uiterst rechts van de falanx, aan het hoofd van zijn enomotia. Naarmate de tijd verstreek veranderde de aantallen in elk onderdeel, ook naargelang de stadstaat vanwaar het leger afkomstig was. In Sparta bijvoorbeeld bestond een enomotia uiteindelijk uit drie rijen van twaalf hoplieten, terwijl in Athene het aantal varieerde tussen acht en tien hoplieten.
Meestal werd een leger hoplieten vergezeld door lichte infanterie, zogenaamde peltasten. Dit waren licht bewapende, vaak jongere en armere, snelle soldaten die als doel hadden de vijand te vermoeien en de vijandelijke falanx te verbreken voordat de strijd tussen de falanxen begon. Ze vochten altijd met enkele werpsperen en hadden soms een zwaard bij zich voor in het geval ze moesten vechten, maar dit probeerden ze altijd te vermijden. Als een vijandelijke falanx bestond uit vermoeide hoplieten of wanneer de falanx al aan het begin van de strijd tussen de falanxen verbroken was, was de kans op een overwinning door de eigen partij behoorlijk gegroeid.